# Luna–24
A Luna–24 (E-8-5-412-, Луна-24) harmadik generációs szovjet automatikus holdszonda. A Luna-program harmadik űreszköze, amely földön kívüli anyagot sikeresen visszahozott a Földre.

## Küldetés
Összetett elektronikát, navigációs berendezést, hajtóműrendszert és robotmechanikát tartalmazott, hogy megvalósíthassa a Hold megközelítését, a sima leereszkedést, a mintavételt és a Hold elhagyását, elősegítve a Földre történő visszatérést. Korábbi sikeres expedíciók: Luna–16 és Luna–20. Feladata, felépítése azonos a Luna–23 szondával.

## Jellemzők
Az NPO Lavocskin fejlesztette ki és építette meg.
1976. augusztus 9-én a Bajkonuri indítóbázisról, négylépcsős, az emelkedést segítő szilárd hajtóanyagú segédrakéták párhuzamos elrendezésével, egy Proton-K/D hordozórakétával (8K78K) állították Föld körüli parkolópályára. Az orbitális egység pályája 89 perces, 51.5 fokos hajlásszögű, elliptikus pálya adatai: perigeuma 183 kilométer, apogeuma 246 kilométer volt. Az utolsó fokozat hajtóművének újraindításával segítették elérni a szökési sebességet. Három ponton stabilizált (Föld-, Hold- és Nap-központú) űreszköz. A repülési idő 4,34 nap volt. Hasznos tömege 4800 kilogramm.
Augusztus 11-én pályakorrekciót végeztek. Az augusztus 13-án végrehajtott fékezést követően Hold körüli körpályára állították. Pályaadatai: 1 óra 59 perces időtartamú, 120 fokos hajlásszög, periszelénium (a Holdhoz legközelebb eső pontja, első forgásnál: 115 kilométer) és aposzelénium (a Holdtól legtávolabb eső pontja, első forgásnál 119 kilométer), közel körpálya volt.
Augusztus 17-én pályakorrekciót végeztek, az új pályaadatai: 120 fokos hajlásszög, periszelénium (a Holdhoz legközelebb eső pontja, első forgásnál: 12 kilométer) és aposzelénium (a Holdtól legtávolabb eső pontja, első forgásnál 120 kilométer), közel körpálya volt.
Augusztus 18-án simán leszállt a Hold felszínére a Mare Crisium (Válságok tengere) térségében, a 12°45' Északi szélesség és 62°12' Kelet hosszúság koordinátákkal jelölt helyen. A leszállóhely nem esett messze a Luna–23 leszállóhelyétől.
A leszállóegység részei a fékező-leszálló, az állványzat és a visszatérő egység. Minden egység energiaellátását kémiai akkumulátorok biztosították. A fékező-leszállóegység: üzemanyagtartályokból, fékező rakétahajtóműből, vezérlő-ellenőrző egységből, rádió adó-vevő berendezésből, antennából, állványzatból (lengéscsillapítókkal), stabilizáló egységből (giroszkóp), magasság- és sebesség-mérőből állt. Az állványzat biztosította az üreges mintavevő fúró stabilitását. Tetején egy nagy nyomásnak és hőnek ellenálló tartály volt elhelyezve, ide helyezte mintát az automatika. A kapcsolatot 4 rúdantennán keresztül biztosították. A visszatérő egység hajtóanyagból és rakétahajtóműből, a hozzá tartozó rádió-adó berendezésből, vezérlő-ellenőrző egységből, korrekciós hideggáz-fúvókákból, stabilizáló (giroszkóp) egységből tevődött össze. A visszatérő egység szerves részeként a leszállóegység tetejére volt telepítve. A leszállóegység egyben a Hold-Föld rakéta startállványa volt.
Szerkezetileg és méretében a Luna–16-hoz hasonlított. Műszerezettségét tekintve a korábbi holdszputnyikok továbbfejlesztett változata. Különbség a fúróberendezés technikai képességeinek megnövelése. Fényképek készítésével a fúrás valamennyi fázisát rögzítette. A leszállóegység műszeres ellenőrzést követően (imitált fúrást is végrehajtottak), az új fejlesztésű üreges fúrógépet üzembe helyezve, 2.5 méter mélységből megkezdte a mintaanyag gyűjtését. A fúróegység mind forgó, mind forgó és ütve-véső módszerrel tudta működtetni a fúrórudat. A gépi robotkar segítségével az eredeti hermetikusan záródó 40 centiméteres tartályba helyezték el a talajoszlopot. Egy nagy szakítószilárdságú, alakítható cső biztosította a talajoszlop réteges elhelyezkedését. A cső a hermetikusan záródó tartályon belül egy orsóra tekeredett fel, eredeti állapotban megőrizve a furatmintát.
Augusztus 19-én 22 óra 49 perces holdi tartózkodás után, földi parancsra a Hold-Föld rakéta a visszatérő tartállyal fölemelkedett a Holdról, 3 nap 12 óra 30 percig tartó repülés után augusztus 22-én sikeresen landolt Szurguttól 200 km-re délkeletre a Holdról hozott 170 gramm mintával.